# Castagneto Po
Castagneto Po is een gemeente in de Italiaanse provincie Turijn (regio Piëmont) en telt 1571 inwoners (31-12-2004). De oppervlakte bedraagt 11,5 km², de bevolkingsdichtheid is 137 inwoners per km².
De volgende frazioni maken deel uit van de gemeente: San Genesio, Baraccone, Ossole, Tamagni, Serre, Galleani, Cimenasco.

## Demografie
Castagneto Po telt ongeveer 620 huishoudens. Het aantal inwoners steeg in de periode 1991-2001 met 12,2% volgens cijfers uit de tienjaarlijkse volkstellingen van ISTAT.
| Jaar | Inwoneraantal |
| ---- | ------------- |
| 1991 | 1270          |
| 2001 | 1425          |

## Geografie
De gemeente ligt op ongeveer 473 m boven zeeniveau.
Castagneto Po grenst aan de volgende gemeenten: Chivasso, San Sebastiano da Po, San Raffaele Cimena, Casalborgone, Rivalba.